# Spicipalpia
Spicipalpia (лат.) — выделяемый некоторыми систематиками подотряд ручейников. В него включают 5 семейств, все они характеризуются раскрашенными щупиками у имаго. Личинки ведут разнообразный образ жизни, от свободно живущих до живущих в собственно сотканных мешочках, но представители всех семейств строят мешочки только в последнем личиночном возрасте для окукливания или в раннем возрасте, как режим прекоксального окукливания.
Статус Spicipalpia остаётся дискуссионным. Более современные филогенетические построения рассматривают включаемые в его состав семейства (или надсемейства Rhyacophiloidea, Glossosomatoidea и Hydroptiloidea) в качестве базальных линий Integripalpia, а статус Spicipalpia признают невалидным.

## Классификация
В подотряд включают следующие семейства
- Семейство Glossosomatidae Wallgren, 1891 — Глоссосоматиды
- Семейство Hydrobiosidae Ulmer, 1905
- Семейство Hydroptilidae Stephens, 1836 — Пухотелые ручейники
- Семейство Ptilocolepidae Martynov, 1913 (или Ptilocolepinae в Hydroptilidae)
- Семейство Rhyacophilidae Stephens, 1836